# Micrathena exlinae
Micrathena exlinae là một loài nhện trong họ Araneidae.
Loài này thuộc chi Micrathena. Micrathena exlinae được Herbert Walter Levi miêu tả năm 1985.